# Nacht van de Atletiek

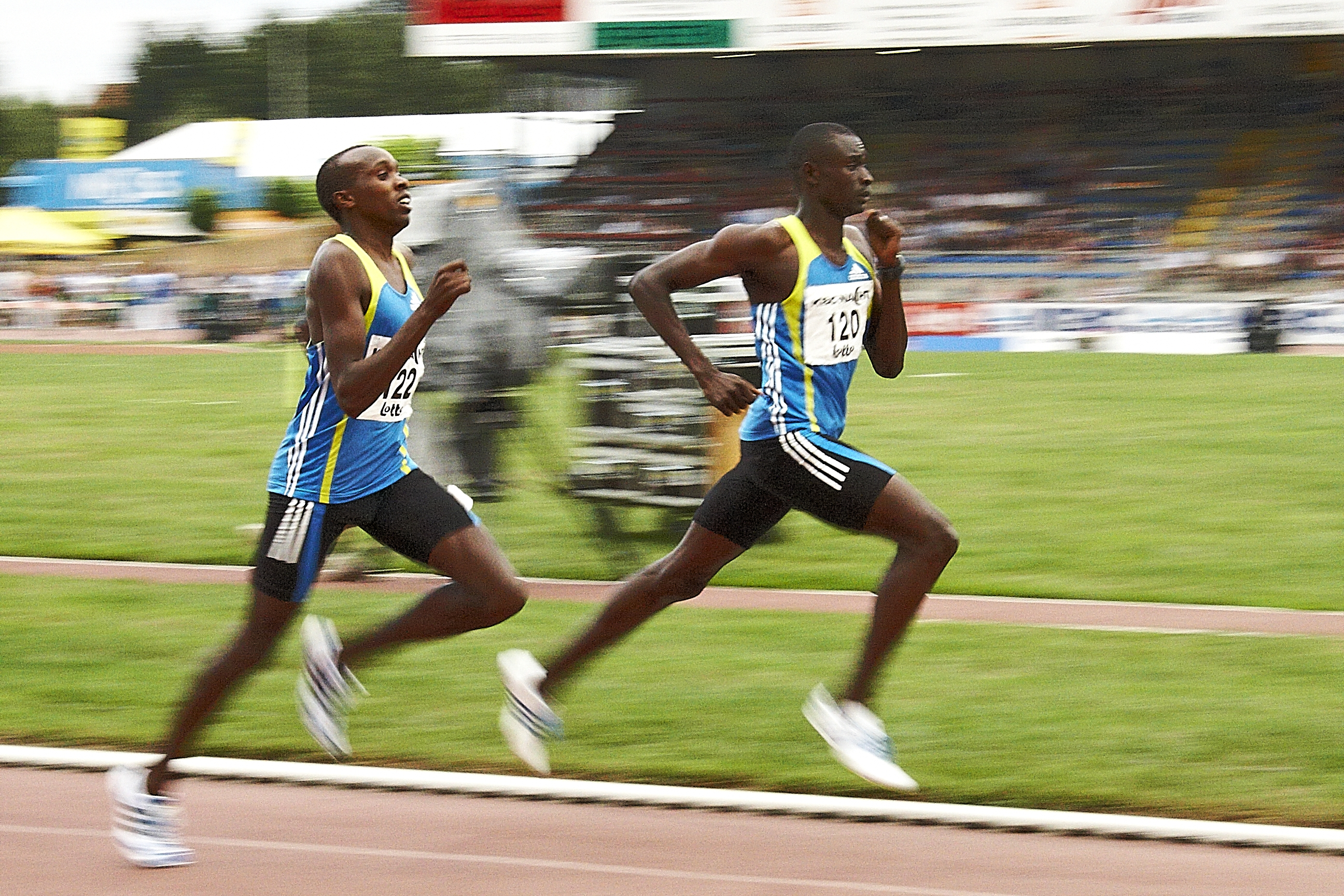
Nacht van de Atletiek 2010

De KBC Nacht van de Atletiek is een atletiekwedstrijd die jaarlijks wordt georganiseerd in het Belgische Heusden-Zolder. De wedstrijd is na de Memorial Van Damme de tweede belangrijkste van België. Zo kwamen er in 2007 8000 mensen kijken naar de prestaties van de atleten.

## Geschiedenis
De Nacht van de Atletiek werd in 1979 voor het eerst georganiseerd door Paul Eerdekens, de voorzitter van atletiekvereniging AV Toekomst. De meeting vond plaats in het Duinenstadion te Hechtel-Eksel en ze werd er jaarlijks georganiseerd tot in 1999. Na een jaar onderbreking nam Paul Eerdekens de draad terug op in 2001 en verhuisde de meeting naar het atletiekstadion De Veen in Heusden-Zolder. Paul Eerdekens bleef de meeting organiseren tot aan zijn dood in 2005. Sindsdien wordt de meeting georganiseerd door een organisatiecomité onder leiding van de voormalige atleten Christophe Impens en Marc Corstjens.

## Meetingrecords

### Mannen
| discipline           | prestatie | atleet                      | land                  | jaar      |
| -------------------- | --------- | --------------------------- | --------------------- | --------- |
| 100 m                | 10,12 s   | Shawn Crawford              | Verenigde Staten      | 2001      |
| 200 m                | 20,25 s   | Shawn Crawford              | Verenigde Staten      | 2001      |
| 300 m                | 32,69     | Patrick Feeney              | Verenigde Staten      | 2015      |
| 400 m                | 44,91 s   | Gary Kikaya Jonathan Borlée | Congo-Kinshasa België | 2005 2012 |
| 800 m                | 1.41,51   | David Rudisha               | Kenia                 | 2010      |
| 1500 m               | 3.29,18   | Hicham El Guerrouj          | Marokko               | 2004      |
| 1 Mijl               | 3.53,93   | Han Kulker                  | Nederland             | 1985      |
| 2000 m               | 4.48,74   | John Kibowen                | Kenia                 | 1998      |
| 3000 m               | 7.41,17   | Philip Mosima               | Kenia                 | 1998      |
| 2 Mijl               | 7.58,61   | Daniel Komen                | Kenia                 | 1997      |
| 5000 m               | 12.58,58  | Moukhled Al-Outaibi         | Saoedi-Arabië         | 2005      |
| 10000 m              | 27.35,01  | Paul Biwott                 | Kenia                 | 2002      |
| 110 m horden         | 13,26 s   | Shaun Bownes                | Zuid-Afrika           | 2001      |
| 400 m horden         | 48,76 s   | Torrence Zellner            | Verenigde Staten      | 1996      |
| 2000 m steeplechase  | 5.22,24   | William Van Dijck           | België                | 1987      |
| 3000 m steeplechase  | 8.00,57   | Paul Kipsiele Koech         | Kenia                 | 2008      |
| hoogspringen         | 2,30 m    | Eddy Annys                  | België                | 1986      |
| polsstokhoogspringen | 5,80 m    | Tim Mack                    | Verenigde Staten      | 2004      |
| verspringen          | 8,25 m    | Erik Nys                    | België                | 1996      |
| hink-stap-springen   | 17,06 m   | Timothy Rusan               | Verenigde Staten      | 2003      |
| kogelstoten          | 21,29 m   | Kevin Toth                  | Verenigde Staten      | 1994      |
| hamerslingeren       | 70,94 m   | Philip Servey               | Australië             | 1986      |
| discuswerpen         | 65,83 m   | Anthony Washington          | Verenigde Staten      | 2000      |
| speerwerpen          | 84,23 m   | Roman Avramenko             | Oekraïne              | 2013      |

| discipline | prestatie | atleet 1      | atleet 2        | atleet 3       | atleet 4     | Land   | Jaar |
| ---------- | --------- | ------------- | --------------- | -------------- | ------------ | ------ | ---- |
| 4 x 400m   | 3.02,81   | Nils Duerinck | Jonathan Borlée | Antoine Gillet | Kevin Borlée | België | 2011 |

### Vrouwen
| discipline           | prestatie | atlete                          | land                     | jaar |
| -------------------- | --------- | ------------------------------- | ------------------------ | ---- |
| 100 m                | 10,83 s   | Zhanna Pintusevich-Block        | Oekraïne                 | 2002 |
| 200 m                | 22,42 s   | Marie-José Pérec                | Frankrijk                | 1996 |
| 400 m                | 51,17 s   | Aminatou Seyni                  | Nigeria                  | 2018 |
| 800 m                | 1.55,19   | Jolanda Čeplak                  | Slovenië                 | 2002 |
| 1000 m               | 2.37,49   | Nouria Benidah-Merah            | Algerije                 | 2003 |
| 1500 m               | 4.01,96   | Arigawi Abebe                   | Ethiopië                 | 2010 |
| 1 Mijl               | 4.24,40   | Natalia Evdokimova              | Rusland                  | 2003 |
| 2000 m               | 5.42,14   | Susan Muthoni                   | Kenia                    | 2001 |
| 3000 m               | 8.46,99   | Lyubov Kremlyova                | Rusland                  | 1992 |
| 5000 m               | 14.30,88  | Gete Wami                       | Ethiopië                 | 2000 |
| 10000 m              | 30.51,30  | Berhane Adere                   | Ethiopië                 | 2000 |
| 100 m horden         | 12,56 s   | Lolo Jones                      | Verenigde Staten         | 2006 |
| 400 m horden         | 53,40 s   | Sandra Glover                   | Verenigde Staten         | 2004 |
| 3000 m steeplechase  | 9.22,12   | Hanane Ouhaddou                 | Marokko                  | 2009 |
| hoogspringen         | 2,04 m    | Inha Babakova                   | Oekraïne                 | 1995 |
| verspringen          | 6,58 m    | Nicole Boegman                  | Australië                | 1999 |
| hink-stap-springen   | 14,46 m   | Svetlana Bolshakova             | België                   | 2009 |
| polsstokhoogspringen | 4,76 m    | Anzjelika Sidorova Sandi Morris | Rusland Verenigde Staten | 2015 |
| kogelstoten          | 20,00 m   | Huang Zhihong                   | China                    | 1994 |
| discuswerpen         | 66,26 m   | Mette Bergmann                  | Noorwegen                | 1994 |
| speerwerpen          | 65,44 m   | Joanna Stone                    | Australië                | 1997 |
| 800 m rolstoel       | 2.17,51   | Marieke Vervoort                | België                   | 2015 |

| discipline | prestatie | atleet 1    | atleet 2     | atleet 3        | atleet 4           | Land   | Jaar |
| ---------- | --------- | ----------- | ------------ | --------------- | ------------------ | ------ | ---- |
| 4 x 400m   | 3.31,10   | Hanne Claes | Camille Laus | Justien Grillet | Margo Van Puyvelde | België | 2018 |